# Olga Zamora
Olga María Zamora Sánchez (...) è un'astronoma spagnola.
Ha ottenuto il dottorato in fisica teorica all'Università di Granada nel 2009.
Il Minor Planet Center la accredita per la scoperta dell'asteroide 574300 Curelaru, effettuata il 10 luglio 2014, in collaborazione con Ovidiu Vaduvescu.